# Lista personajelor din seria Roboților de Isaac Asimov
Lista de mai jos cuprinde personajele fictive din Seria Roboților de Isaac Asimov.

## Kelden Amadiro
Kelden Amadiro este un Spațian din nuvelele Roboții de pe Aurora și Roboții și Imperiul. El este președintele Institutului de Robotică de pe planeta Aurora. Este cunoscut pentru opoziția sa puternică împotriva expansiunii Pământului către alte planete, iar spre sfârșit chiar încearcă să distrugă Pământul prin amplificarea ratei de radiație din crusta sa. Amintirile sale asupra acestei intenții îi sunt șterse de către R. Giskard Reventlov și R. Daneel Olivaw; totuși, cei doi roboți îi permit lui Levular Mandamus să distrugă Pământul, deoarece motivele sale sunt mai benefice pentru umanitate și, de aceea, sunt îngăduite de Legea Zero a Roboticii: o creștere ușoară a ratei de radiație i-ar îndrepta pe Pământeni către alte planete, în timp ce o creștere bruscă, așa cum intenționa Amadiro, ar fi ucis toată populația care trăia pe Pământ.

## Bentley Baley
Bentley Baley este un personaj fictiv din seria Roboților. El a fost fiul lui Elijah Baley.
Baley este creditat ca cel ce a inițiat al doilea val de explorare spațială interstelară. El a fost întemeietorul Planetei Baley (care a devenit ulterior cunoscută drept Comporellon), prima lume colonizată de Coloniști.

## Daneel Giskard Baley
D. G. Baley este un descendent la a șaptea generație al lui Elijah Baley, care a călătorit împreună cu Gladia Delmarre pe Solaria și Comporellon. Gladia se îndrăgostește de el.

## Elijah Baley
Elijah („Lije”) Baley este un detectiv criminalist din forțele polițienești ale New York City. În Caverne de oțel, el este însărcinat să rezolve cazul uciderii unui Spațian, Roj Nemennuh Sarton. Spațienii îi repartizează un partener robot cu înfățișare umană, R. Daneel Olivaw, cu care devine prieten pe viață, și alături de care apare și în alte două romane. Deși, ca toți Pământenii, extrem de agorafobic, Baley înființează pe Pământ o mișcare pentru a impulsiona populația să părăsească orașele, pregătind calea pentru al doilea val al explorării spațiului, condus de fiul său Bentley Baley.

## Peter Bogert
Dr. Peter Bogert este adjunctul lui Alfred Lanning și este adesea portretizat ca încercând să-i fure acestuia postul. El este, totuși, înfățișat ca un matematician genial și plin de succes în nuvelele în care apare personajul său, în special acelea în care Susan Calvin este personajul principal. În Mincinosul!, el întreabă un robot dacă Lanning se va pensiona și robotul răspunde da, iar Bogert este succesorul său evident. Bogert se folosește de acest lucru pentru a-și spori puterea în corporație, dar Lanning se arată revoltat de această schimbare bruscă în ierarhie și se asigură că Bogert înțelege cine este șeful.
Bogert îi succede ulterior lui Lanning ca Director de Cercetare la Corporația de Roboți și Oameni Mecanici din Statele Unite.

## Susan Calvin
Dr. Susan Calvin este un personaj din multe povestiri ale lui Asimov. Ea era Robopsihologul-șef la Corporația de Roboți și Oameni Mecanici din Statele Unite, principalul producător de roboți din secolul al XXI-lea. În mod obișnuit, Asimov o înfățișează pe Dr. Calvin ca pe o femeie foarte motivată, concentrată doar pe munca ei și detașată de emoțiile obișnuite, aproape mai „robotică” decât pacienții ei mecanici.

## Gladia Delmarre
Gladia Delmarre, cunoscută ulterior ca Gladia Solaria și Gladia Gremionis, este un personaj din seria Roboților.  
Ea apare pentru prima dată în romanul Soarele gol, a cărei acțiune se desfășoară pe Solaria, o planetă pe care există zece mii de roboți la fiecare locuitor și unde majoritatea solarienilor nu pot tolera prezența personală a altor oameni. Când soțul Gladiei este ucis, ea devine principalul suspect, deoarece el nu ar fi permis nimănui altcuiva să se apropie de el. După ce Elijah Baley rezolvă crima, demonstrând că ea a fost într-adevăr făptașul, fără însă să fie responsabilă, Gladia se mută pe Aurora.
În Roboții de pe Aurora, Elijah și Gladia se întâlnesc din nou, de data aceasta pe Aurora. Ei devin amanți, iar Gladia încă mai are vii amintiri ale lui peste 160 de ani de la moartea lui Baley (ca Spațiană, speranța ei de viață este de câteva secole). În Roboții și Imperiul ea îl cunoaște și se îndrăgostește de urmașul la a șaptea generație al lui Elijah Baley, numit Daneel Giskard Baley, călătorește cu acesta pe Solaria și Comporellon, apoi decide să plece pe Pământ și să militeze pentru pace între Spațieni și Coloniști.
În Fundația și Pământul, un personaj povestește despre o femeie Spațiană care s-a îndrăgostit de un căpitan Colonist, o referire la Gladia.

## Han Fastolfe
Dr. Han Fastolfe este un personaj fictiv din seria Roboților de Isaac Asimov. Om de știință Spațian de pe planeta Aurora, el s-a specializat în crearea roboților care imită aspectul exterior al ființelor umane—androizi, pe care Asimov i-a denumit „roboți umanoizi”. Cele mai importante realizări ale sale sunt R. Daneel Olivaw și R. Jander Panell. R. Giskard Reventlov este altă creație a sa, dar nu este un robot umanoid, având un înveliș metalic. Fastolfe este cel mai important aliat Spațian al lui Elijah Baley; împreună, el și Baley sunt figuri cheie în expansiunea rasei umane în galaxie.

## Vasilia Fastolfe
Vasilia Fastolfe (cunoscută și ca Vasilia Aliena) este un personaj din seria Roboților. Ea este descrisă drept scundă de înălțime și semănând cu Gladia Solaria.
Fata faimosului robotician de pe Aurora Han Fastolfe, Vasilia este și ea un robotician foarte bun. Personajul său este cunoscut pentru manipularea lui R. Giskard Reventlov, robotul care-i fusese repartizat de tatăl ei, pe care îl înzestrează în mod involuntar cu puteri telepatice. 
Mai târziu, ea a devenit membru al Institutului de Robotică de pe Aurora și principala candidată la funcția de director al acestuia. Decizia ei de a nu se afla pe planetă la moartea tatălui său a determinat-o să călătorească pe alte planete Spațiene. Sosită pe Solaria, ea descoperă anumite tipare mentale pe care le asociază cu telepatia, realizând astfel puterile lui R. Giskard. Vasilia încearcă să folosească legile roboticii pentru a intra în posesia lui Giskard, în scena duelului din Roboții și Imperiul. Dar cu ajutorul lui R. Daneel Olivaw și explicația referitoare la cele trei legi ale roboticii, Giskard îi alterează mintea și ea nu-și mai amintește nimic.

## Alfred Lanning
Dr. Alfred J. Lanning este un personaj din povestirile și din filmul Eu, robotul. În film, el este interpretat de James Cromwell. Lanning este Director de Cercetare la Corporația de Roboți și Oameni Mecanici din Statele Unite. Adjunctul și probabilul său succesor este Peter Bogert.

## Clinton Madarian
Clinton Madarian este singurul robopsiholog, cu excepția lui Susan Calvin, menționat pe nume în seria Roboților. El este prezentat drept succesorul lui Calvin în povestirea Intuiție feminină.

## R. Daneel Olivaw
R. Daneel Olivaw este un robot umanoid (android). Inițiala „R” din numele său provine de la „robot”, o denumire convențională în societatea viitorului imaginată de Asimov; numele tuturor roboților încep cu inițiala R pentru a-i diferenția de oameni, cu care uneori seamănă. R. Daneel Olivaw este un personaj important al seriei Roboților și joacă roluri importante în prologurile și continuările Trilogiei originale a Fundației. Construit de Han Fastolfe, el a fost mai întâi repartizat să-l ajute pe Elijah Baley să rezolve cazul uciderii co-creatorului său Roj Nemennuh Sarton, iar ulterior redevine partenerul lui Baley în alte investigații.
Împreună cu R. Giskard Reventlov, un robot cu capacități telepatice unice, el enunță „Legea Zero a Roboticii”, o modificare și completare a celor trei legi inițiale, și primește puterile lui Giskard cu puțin timp înainte ca acesta să-și înceteze funcționarea. R. Daneel reapare ulterior în nuvelele din saga Fundației.

## Powell și Donovan
Gregory Powell și Mike Donovan sunt personaje fictive din colecțiile de proză scurtă ale seriei Roboților de Isaac Asimov. Ei sunt mai degrabă ingineri de exploatare decât roboticieni teoreticieni, specialiști de teren ai Corporației de Roboți și Oameni Mecanici din Statele Unite, și sunt angajați în special pentru testarea unor roboți noi sau experimentali în situații practice — pe alte planete sau pe stații spațiale (roboții sunt interziși pe Pământ). Ei intră cu regularitate în situații complexe și potențial periculoase când încearcă să rezolve problemele roboților aflați în exploatare. Aceste probleme au în general legătură cu cele trei legi ale roboticii. 
Ei sunt în mare personaje comice, dar explorează de asemenea contradicțiile logice din spatele unor aplicații ale legilor roboticii.  Aventurile celor doi sunt puse în evident contrast cu experiențele de laborator ale lui Susan Calvin, un robotician dur care lucrează pentru aceeași companie. Personajele Powell și Donovan apar în Să ne unim, Raționament, Întâi să prindem iepurele și Evadare. Donovan apare și în Prima Lege. În antologia tribut Prietenii Fundației, cei doi apar în povestirea lui Poul Anderson Peștera lui Platon, iar un vârstnic Donovan își face apariția în A patra lege a roboticii, scrisă de Harry Harrison.
În Profetul, un episod din serialul britanic de televiziune Dincolo de necunoscut, bazat pe scurta povestire Rațiune, Powell a fost interpretat de David Healy, iar Donovan de Brian Davies. Personajul Mike Donovan din franșiza science fiction V a fost denumit după personajul fictiv creat de Asimov.

## R. Giskard Reventlov
R. Giskard Reventlov este un robot pre-umanoid, proiectat și construit pe Aurora de Han Fastolfe. Giskard este companionul de-o viață al dr. Fastolfe; ca urmare a experimentelor în programare efectuate asupra lui de către fata doctorului Falstofe, Vasilia Fastolfe, lui Giskard i-a fost indusă accidental abilitatea de a citi și influența mintea oamenilor și roboților.
Împreună cu R. Daneel Olivaw el a creat „Legea Zero a Roboticii”, o extensie/modificare a celor trei legi ale roboticii, care l-a ajutat să prevină distrugerea Pământului de către Kelden Amadiro. Totuși, aceeași lege i-a îngăduit să permită distrugerea graduală a planetei prin creșterea ratei radiațiilor, lucru care a încurajat părăsirea Pământului de către locuitorii lui și colonizarea galaxiei. Cu puțin timp înainte de a-și înceta funcționarea, R. Giskard Reventlov îi transferă lui R. Daneel Olivaw abilitățile sale telepatice.

## Lawrence Robertson
Lawrence Robertson este co-fondatorul Corporației de Roboți și Oameni Mecanici din Statele Unite, cea mai mare și avansată tehnologic companie din lumea imaginată de Isaac Asimov. Prima apariție a personajului său este în povestirea Mincinosul!.